# Ilhéu Chão
O Ilhéu Chão é o ponto mais a norte das Ilhas Desertas, no arquipélago da Madeira, Portugal. O ilhéu é constituído por um planalto, com o topo a uma altitude de cerca de 98 m que quase toda a sua extensão, de origem vulcânica, o que é também visível na cor avermelhada e amarelada das cinzas, distribuídas em camadas bastante definidas, que são atravessadas por filões de basalto.

## Presença humana
A ausência de fontes de água potável em quantidade que permita o sustento de uma população humana, fez com que não houvesse uma colonização permanente da ilha. Contudo houve tentativas isoladas, nomeadamente com vista ao aproveitamento agrícola. Actualmente ainda são visíveis os vestígios de uma eira, utilizada para o processamento dos cereais cultivados na ilha.

## Fauna e flora
Desde a extinção das lebres, nos anos 80, que flora autóctone tem vindo a recuperar, tornando a ilha mais atractiva para aves marinhas nidificantes. De entre as espécies presentes no Ilhéu, para além de muitas comuns em outras Ilhas da RAM, salientam-se a Sinapidendron sempervivifolium e a Frullania sergiae exclusivas das Desertas.
Essa recuperação é de grande importância ornitológica, pois é a zona de nidificação para a várias aves encontradas na Madeira, tais como a Freira-do-bugio Pterodroma feae. Outras aves que estão presentes são a Alma-negra (Bulweria bulwerii), da Cagarra (Calonectris diomedea), do Roquinho (Oceanodroma castro), do Pintaínho (Puffinus assimilis), a Gaivina (Sterna hirundo), a Gaivota-de-patas-amarelas (Larus cachinnans), o Andorinhão-da-serra (Apus unicolor), o Corre-caminho (Anthus berthelottii) e o Canário-da-terra (Serinus canaria).
Dos mamíferos, destaca-se o Lobo-marinho, presença regular nas águas em torno do Ilhéu. Outras espécies introduzidas pelo homem, como o caso das lebres e outros tipos de caça, desapareceram.